# Seth Wealing
Seth Wealing (* 21. November 1978 in West Lafayette, Indiana) ist ein ehemaliger US-amerikanischer Triathlet.

## Werdegang
Nach einigen Jahren als Triathlet wechselte Seth Wealing im Jahr 2006 zum Cross-Triathlon.
2006 gewann er die US-amerikanischen Meisterschaften im Cross-Triathlon und wurde Dritter bei der Weltmeisterschaft.
Im April 2011 wurde er in Spanien hinter dem Südafrikaner Conrad Stoltz Vizeweltmeister.
Seth Wealing hat Architektur studiert und lebt in Boulder. Seit 2011 tritt er nicht mehr international in Erscheinung.

## Sportliche Erfolge
| Datum/Jahr    | Rang | Wettbewerb                        | Austragungsort | Zeit     | Bemerkung                                                                               |
| ------------- | ---- | --------------------------------- | -------------- | -------- | --------------------------------------------------------------------------------------- |
| 10. Sep. 2005 | 55   | ITU Triathlon World Championships | Gamagōri       | 02:00:41 | Triathlon-Weltmeisterschaft auf der Kurzdistanz                                         |
| 18. Aug. 2002 | 1    | New York City Triathlon           | New York City  | 01:51:12 | Sieger über die olympische Distanz (1,5 km Schwimmen, 40 km Radfahren und 10 km Laufen) |

| Datum/Jahr    | Rang | Wettbewerb                              | Austragungsort              | Zeit     | Bemerkung                                                                                  |
| ------------- | ---- | --------------------------------------- | --------------------------- | -------- | ------------------------------------------------------------------------------------------ |
| 4. Sep. 2011  | 3    | Xterra Canada Championships             | Whistler (British Columbia) | 02:43:26 | [ 1 ]                                                                                      |
| 13. Aug. 2011 | 2    | Xterra Czech Championships              | Špindlerův Mlýn             |          |                                                                                            |
| 6. Aug. 2011  | 1    | Xterra Mexico Championships             | Valle de Bravo              |          |                                                                                            |
| 30. Apr. 2011 | 2    | ITU Cross Triathlon World Championships | Extremadura                 | 01:27:36 | Vizeweltmeister Cross-Triathlon (1 km Schwimmen, 20 km Mountainbiken und 6 km Geländelauf) |
| 17. Apr. 2011 | 3    | Xterra Southcentral Championships       | Waco                        |          |                                                                                            |
| 15. Aug. 2010 | 1    | Xterra Mexico Championships             | Valle de Bravo              | 02:18:35 | [ 3 ]                                                                                      |
| 2. Aug. 2009  | 1    | Xterra Mexico Championships             | Valle de Bravo              | 02:06:10 | [ 4 ]                                                                                      |
| 5. Okt. 2008  | 2    | Xterra USA National Championships       | Incline Village (Nevada)    |          |                                                                                            |
| 29. Okt. 2006 | 3    | Xterra Triathlon World Championships    | Maui                        | 02:44:05 |                                                                                            |
| 1. Okt. 2006  | 1    | Xterra USA National Championships       | Incline Village (Nevada)    |          |                                                                                            |
| 3. Sep. 2006  | 1    | Xterra UK Championships                 | Neath Valley, Wales         |          |                                                                                            |
| 2. Okt. 2005  | 4    | Xterra USA National Championships       | Incline Village (Nevada)    | 02:39:05 |                                                                                            |

(DNF – Did Not Finish)